# 小松島ショッピングプラザルピア
小松島ショッピングプラザルピア（こまつしまショッピングプラザルピア、Komatsushima Shopping Plaza LUPIA）は、徳島県小松島市小松島町にある総合ショッピングセンター。通称・略称はルピア (LUPIA)。

## 概要

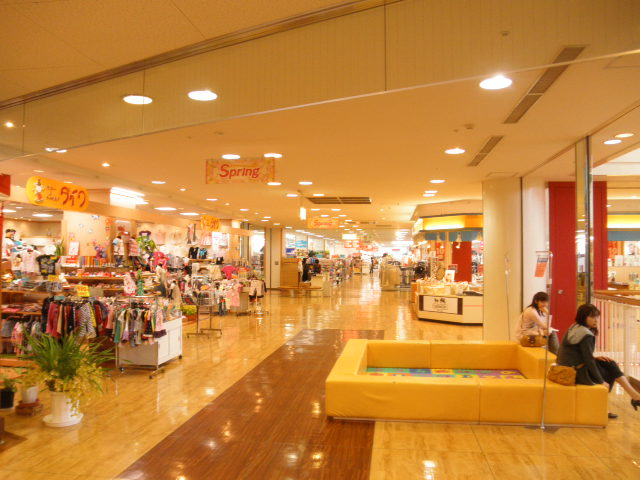
室内の様子

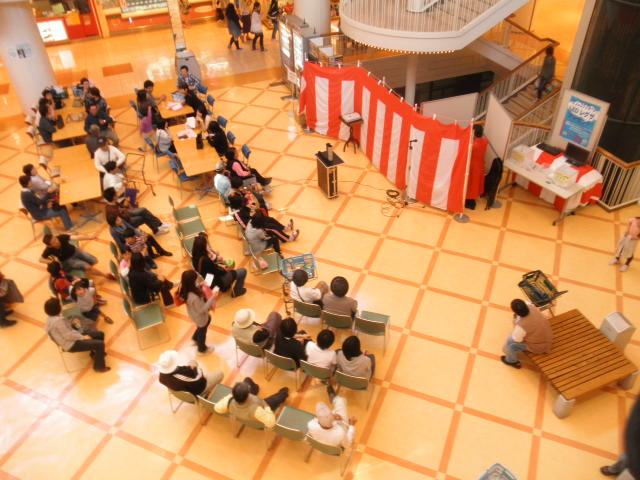
イベント開催時の様子

- 小松島市の国道55号徳島南バイパスのロードサイド店舗として1988年3月24日に開業した。キョーエイルピア店を中核店舗として、他店舗が入居しており、主に土曜日・日曜日・国民の祝日に物産展・演技などのイベントを開催している。[1][2]

## 施設概要
| 階数 | 開業日        | 営業時間      | 敷地面積 |
| ---- | ------------- | ------------- | -------- |
| 2    | 1988年3月24日 | 10:00 - 20:00 | 9063     |

## 沿革
- 1988年（昭和63年）3月24日 - 開業する。[1]
- 2017年（平成29年）
  - 9月29日 - ハニーズ小松島店（ルピア店）（婦人服ヤングカジュアル）が閉店。
  - 11月30日 - きものあおやぎルピア店（着物）が閉店。
  - 12月13日 - ツヅキ薬局（薬）が閉店。
- 2018年（平成30年）
  - 1月14日 - 化粧品のアピ（化粧品）が閉店。
  - 3月8日 - ルピア改装開店。
  - 4月27日 - セルフうどんやま（饂飩）が開店。
- 2021年（令和3年）
  - 1月31日 - ダイワ小松島ルピア店（ベビー・子供服）が閉店。
  - 2月 - エ＜クレッセント（婦人服カジュアル）、キクヤ（婦人服）が閉店。
- 2023年（令和5年）3月8日 - キャンドゥ小松島ルピア店（100円SHOP）が閉店。
- 2024年（令和6年）
  - 2月2日 - 徳島新聞でドン・キホーテの出店計画が発表された。
  - 11月19日 - ドン・キホーテ小松島ルピア店が開店。

## 館内店舗

### 1F
「生活と味のフロア」をテーマにし、キョーエイルピア店と日用品店舗・飲食店などが入居している。

### 2F
「暮らしとファッションのフロア」をテーマにし、服屋とカルチャースクールなどが入居している。

## 交通
- JR中田駅下車で徒歩約13分。または南小松島駅下車で徒歩約18分。